# François Le Poulchre
Pour les articles homonymes, voir Le Poulchre.
François Le Poulchre est un militaire et écrivain français du XVIe siècle, seigneur de la Motte-Messemé, gentilhomme angevin, chevalier de l'ordre de Saint-Michel, etc., né en 1546 au Mont-de-Marsan, dans le palais de Marguerite de Navarre (dit donjon Lacataye).

## Biographie

### Origines
Membre de la famille Le Poulchre, il est le fils du surintendant de la maison de la reine de Navarre, nommé aussi François Le Poulchre, il disait descendre en droite ligne du consul Appius Claudius Pulcher. Suivant lui, les successeurs de cet ancien romain vinrent après le sac de Rome, s'établir en Anjou.
Il eut pour parrain et marraine François Ier et Marguerite de Navarre, qui prit elle-même soin de sa première enfance. Le Poulchre demeura pendant trois ans près de Marguerite, qui le combla des marques de son affection ; elle voulut, dit-il, 
« Me faisant niesmement à sa table manger
 En présence des siens, ou de quelque estranger
 Qui peut y arriver, ne changeant onc de place ».
La reine, étant sur le point de se rendre à Paris, fit conduire en Anjou le jeune le Poulchre, afin qu'il passât quelques jours auprès de son père. Elle se proposait de le reprendre dans le cours de son voyage ; mais elle mourut le 2 décembre 1549.
Le Poulchre commença ses études à l'université de Paris ; mais il dit lui-même que n'y ayant pas son cœur il en a peu profité. Il prit bientôt le parti des armes, et fut d'abord simple archer, Voulant estre soldat premier que capitaine.

### Vie militaire
Il eut le regret de ne rejoindre l'armée que le lendemain de la bataille de Dreux ; mais il se distingua à celles de Saint-Denis, de Jarnac et de Moncontour. Charles IX l'aimait ; il l'admit plusieurs fois à l'honneur de courir la bague avec lui, et il le nomma gentilhomme de sa 
chambre et chevalier de son ordre. Il n'eut pas autant à se louer de Henri III. Le monarque ne  parut pas se souvenir de ses services ; et le Poulchre, n'obtenant rien de son nouveau maître, se retira dans sa terre de la Motte-Messemé, près de Luçon, où il chercha dans l'étude le  repos et la philosophie, des adoucissements et des consolations que l'agitation des cours n'aurait pu lui offrir. Le Poulchre servit avec le même zèle les dames et son roi.

### La passion
La passion qu'il eut pour Charlotte l'entraîna parfois un peu loin pour un catholique, qui dispute ailleurs très vivement contre les huguenots ; on en jugera par ces rimes :
« Je me fusse damné pour cueillir un tel bien

Et l'enfer m'eust semblé pour son paradis rien

S'il y a un enfer ordonné par justice

Pour punir ceux qui font à leur dame service ».
Il assure, au reste, que sa maîtresse ne paya ses empressements que par des rigueurs, et que le roi Charles IX ne fut pas plus heureux que lui. Nous ferons remarquer en passant que cette demoiselle est probablement la maîtresse de Charles IX que Brantôme indique sans la nommer.
Dreux du Radier a pensé, sans aucun motif solide, que cette maîtresse anonyme était Madeleine de Bourdeille, sœur de Brantôme.
Le Poulchre se maria en 1570 avec Emée Savary, dame de Sache et de la Haulte Chevrière. Mais cette union, qu'il peint sous les couleurs les plus douces, fut trop tôt terminée : une maladie violente enleva Emée à le Poulchre après dix-huit mois de bonheur.

## Publications
Malgré ses hauts faits d'armes, le Poulchre serait oublié si dans sa retraite il n'avait pas composé le récit des principaux événements de sa vie. Il le publia en 1587 dans un petit volume devenu rare, à la suite duquel on trouve des poésies diverses. Il a pour titre : Les sept livres des honnestes loisirs de M. de la Motte-Messemé, chevalier de l'ordre du roi et capitaine de cinquante hommes d'armes de Sa Majesté, intitulés chacun du nom d'une des planètes, Paris, Marc Orry, 1587, petit in-12 de 288 feuillets. Ce sont des mémoires rimes qui contiennent des détails militaires sur les guerres de Charles IX.
On a encore de lui un autre ouvrage, il est intitulé le Passe-temps de messire François le Poulchre, seigneur de la Motte-Messemé, chevalier des ordres du roi, 2e édition, augmentée par lui-même d'un second livre, outre la précédente, Paris, Jean le Blanc, petit in-8° en deux parties, formant ensemble feuillets. On voit par ce titre qu'il existe une première édition qui ne renferme qu'un seul livre. On rencontre dans le Passe-temps des faits singuliers, des observations sur les changements introduits dans la manière de combattre, depuis François Ier jusqu'à Charles IX. Le poète y a aussi entremêlé quelques pièces de vers qu'il n'avait pas jointes à ses Honnêtes loisirs. L'extrême rareté de ce volume ne doit pas être considérée comme son unique mérite.
L'époque précise de la mort de l'auteur est inconnue ; on voit seulement, par l'avertissement qui précède la 2e édition du Passe-temps, que ce poète ne vivait plus en 1597.
Claude-Pierre Goujet, dans sa notice sur le Poulchre, lui donne pour femme Philippe de Ludres, dame de Bouzemont. Cette information est souvent contredite, or François le Poulchre confirme ce second mariage dans l'"Advertissement au lecteur" de ses Mémoires en vers.